# Tibor Szele
Tibor Szele   (Debrecen, 21 de juny de 1918 - Szeged, 5 d'abril de 1955) va ser un matemàtic hongarès.
Szele va completar l'escola primària i el batxillerat a Debrecen. Durant aquesta època va participar en els concursos de solucionar problemes d'una coneguda revista de matemàtiques de batxillerat, i va obtenir primers premis en les competicions nacionals. En acabar els estudis secundaris, el 1936, es va matricular a la universitat de Tecnologia de Budapest per estudiar enginyeria, però només hi va estar un semestre, ja que es va sentir inclinat per l'àlgebra i va anar a la universitat de Debrecen en la qual es va graduar el 1941. Aquest mateix any, va ser nomenat professor ajudant a la universitat de Szeged i, poc després, ja tenia redactada la seva tesi doctoral. L'octubre de 1942 va ser reclutat a l'exèrcit per la Segona Guerra Mundial. Per aquest motiu no va poder defensar la tesi i no va obtenir el títol fins al 1946. Després de dos anys com professor ajudant a Szeged, el 1948 va retornar a Debrecem on va ser professor titular fins a la seva sobtada mort el 1955.
Malgrat la seva curta vida, Szele va publicar més de seixanta articles científics i un llibre de text d'introducció a l'àlgebra que va ser molt popular entre els estudiants universitaris durant molts anys. Els seus camps de treball principals van ser la teoria dels grups abelians, la teoria d'anells i, en els darrers anys de la seva vida, la topologia algebraica.